# Kim Jae-hoon
Đây là một tên người Triều Tiên, họ là Kim.
Kim Jae-hoon (tiếng Hàn: 김재훈; sinh ngày 21 tháng 2 năm 1988) là một cầu thủ bóng đá Hàn Quốc thi đấu ở vị trí hậu vệ cho Chungju Hummel ở K League Challenge.